# Pjotr Wladimirowitsch Bojarski
Pjotr Wladimirowitsch Bojarski (russisch Пётр Владимирович Боярский; * 21. April 1943 in Moskau; † 21. Dezember 2022) war ein sowjetisch-russischer Physiker, Wissenschaftshistoriker, Polarforscher und Kulturologe.

## Leben
Bojarski führte sich auf Terek-Kosaken zurück. Sein Vater war im Deutsch-Sowjetischen Krieg Spionageabwehr-Chef der 5. Armee und wurde nach dem Krieg Chefmilitärberater in der Tschechoslowakei, wohin er nach der Trennung von seiner Frau seinen sechsjährigen Sohn entführte. Die Mutter hatte einen Piloten des Luftwaffenregiments unter dem Kommando Wassili Stalins geheiratet und bat Wassili Stalin um Hilfe bei der Rückgewinnung ihres Sohnes. Er riet ihr zu einem Brief an Josef Stalin und sorgte für die direkte Übermittlung. Als Ergebnis wuchs der Sohn mit Zustimmung der Eltern in Moskau bei der Großmutter väterlicherseits auf.
Bojarski studierte am Moskauer Ingenieur-Technik-Institut mit Abschluss 1966 als Spezialist für Neutronenphysik und Atomreaktoren. Noch als Student lernte er den Schriftsteller Weniamin Kawerin kennen, der sein Interesse an der Arktis weckte und sein literarischer Lehrmeister wurde.
Nach dem Studium arbeitete Bojarski als Experimentalphysiker an Teilchenbeschleunigern und Atomreaktoren und veröffentlichte einige Aufsätze zur Neutronenphysik. 1969 gab er die Neutronenphysik auf und wurde Wissenschaftsredakteur des Fismatgis-Verlags.
Bojarski wurde 1970 Aspirant und wissenschaftlicher Mitarbeiter des Moskauer Instituts für Geschichte der Naturwissenschaft und Technik (IIJeIT) der Akademie der Wissenschaften der UdSSR (AN-SSSR, seit 1991 Russische Akademie der Wissenschaften (RAN)). 1973 verteidigte er mit Erfolg seine Dissertation über die französische École polytechnique und die Entwicklung der angewandten Mechanik am Ende des 18. und Anfang des 19. Jahrhunderts für die Promotion zum Kandidaten der physikalisch-mathematischen Wissenschaften. Er beschäftigte sich mit der Geschichte der Mechanik und Physik in der Zeit Napoleons, den Problemen der Errichtung von wissenschaftlichen Schulen und dem Werk Konstantin Ziolkowskis. Dann entwickelte er eine erste systematische Klassifizierung der Denkmäler der Wissenschaft und Technik. Er wurde ehrenamtlicher Vizevorsitzender der Sektion Wissenschafts- und Technikdenkmäler des Präsidiums des Zentralrats der Allrussischen Gesellschaft für den Schutz der Geschichts- und Kulturdenkmäler (WOOPIK). Er stand in engem Kontakt mit führenden Wissenschaftlern, Schriftstellern und Kosmonauten, die später seine Projekte unterstützten.
Ab 1984 leitete Bojarski die Abteilung für Geschichts- und Kulturdenkmäler des Russischen Instituts für Kulturologie in Moskau. 1986 gründete er dort den Sektor für Arktis-Erforschung, den er bis 1992 leitete.
Bojarski gehörte 1992 zu den Gründern des Moskauer Lichatschow-Forschungsinstituts für Kultur- und Naturerbe, dessen wissenschaftlicher Vizedirektor er bis 2016 war. Er ist seit 1992 Präsident des Fonds der Polarforschung.
Bojarski wurde 1992 Gründer, Chef und wissenschaftlicher Leiter der Marine-Arktis-Verbundexpedition (MAKE). Das Ziel der MAKE ist das Auffinden, die Erforschung und die Dokumentation der Objekte des Kultur- und Naturerbes auf den Spuren der Polarforscher an und auf dem Nördlichen Eismeer und auf den Solowezki-Inseln bis zum Ende des 20. Jahrhunderts. Dazu gehören auch die Heiligtümer der Völker des Nordens und die Überreste der Pomoren-Schiffe. Für Einsätze wurden auch Eisbrecher mit dem Mi-8-Hubschrauber verwendet.
Bojarski verteidigte 1998 mit Erfolg seine Doktor-Dissertation über die theoretischen Grundlagen der Erforschung und des Schutzes der Wissenschafts- und Technikdenkmäler für die Promotion zum Doktor der historischen Wissenschaften.
Auf Initiative Bojarskis wurde 2009 im Norden des Archipels Nowaja Semlja der Nationalpark Russische Arktis gegründet. Er schlug die Gründung des Nationalparks Chebilja Ja (Heiliges Land) auf der Insel Waigatsch vor, die den Nenzen heilig ist.
Bojarski war Vertreter Russlands im Internationalen Komitee für Polarforschung des International Council on Monuments and Sites (ICOMOS). Er war Vorsitzender der Kommission für Geographie der Polarländer der Moskauer Abteilung der Russischen Geographischen Gesellschaft (RGO), der er ab 1987 angehörte, und Wissenschaftsvertreter des Expeditionszentrums der RGO. Ab 2016 war er Berater des Direktors des Lichatschow-Forschungsinstituts für Kultur- und Naturerbe und Leiter der MAKE-Abteilung.
Bojarski war Reitlehrer und Verfasser eines Reitlehrbuchs. Er war Mitglied des russischen Schriftstellerverbands. Er unterschrieb 2014 den Aufruf der Kulturschaffenden zur Unterstützung der Politik Putins in der Ukraine und auf der Krim.
Bojarski war alleinstehend und hatte zwei Söhne, eine Tochter, zwei Enkel und eine Enkelin.

## Ehrungen, Preise
- Henry Ford European Conservation Award (1997)[9]
- Ehrendoktor der Föderalen Universität des Nordens (Arktis) in Archangelsk (2016)
- Ehrenmitarbeiter des Archangelsker Heimatmuseums (2018)
- Ehrenpolarforscher[2]